# Le Disque d'or (album)
Albums de Diane Dufresne
Les Grands Succès Barclay Vol. 17
(1975) Master série Vol. 1
(1989)
Pour les articles homonymes, voir Le Disque d'or.
Le Disque d'or est une compilation de la chanteuse québécoise Diane Dufresne parue en France en 1979. La collection Le Disque d'or regroupait, à chaque nouvelle édition, les plus grands succès d'un des artistes signé par le label Barclay, ce Best of en est le volume 43.

## Édition33 Tours

### Titres
| 1. | Tu m'fais flipper        | Luc Plamondon                 | François Cousineau | 3:04 |
| 2. | En écoutant Elton John   | Luc Plamondon                 | François Cousineau | 6:27 |
| 3. | Les femmes d'aujourd'hui | Luc Plamondon                 | François Cousineau | 3:05 |
| 4. | Cinq à sept              | Luc Plamondon                 | François Cousineau | 5:01 |
| 5. | Hollywood freak          | Diane Dufresne, Luc Plamondon | François Cousineau | 3:05 |
| 6. | Week-end sur la lune     | Luc Plamondon                 | Germain Gauthier   | 5:01 |

| 1. | Vingtième étage        | Luc Plamondon | François Cousineau   | 4:55 |
| 2. | La vérité              | Luc Plamondon | François Cousineau   | 6:17 |
| 3. | J'ai besoin d'un chum  | Luc Plamondon | François Cousineau   | 3:22 |
| 4. | Fellini                | Luc Plamondon | Christian Saint-Roch | 4:52 |
| 5. | On tourne en rond      | Luc Plamondon | François Cousineau   | 5:42 |
| 6. | Berceuse pour un homme | Luc Plamondon | François Cousineau   | 2:36 |

## Crédits
- Musiciens : Multiples
- Photos : X
- Label : Barclay